# Loebner-Preis
Der Loebner-Preis ist ein von Hugh Gene Loebner seit 1990 ausgeschriebener Preis. Mit ihm soll der Programmierer des ersten Computerprogramms ausgezeichnet werden, welches einem starken Turing-Test über 25 Minuten standhält.
Marvin Minsky regte im Jahre 1995 an, 100 US-Dollar zu zahlen, wenn der Preis endlich aufgegeben wird.
Der Wettbewerb wurde 2019 zuletzt durchgeführt. Ob er fortgeführt wird, ist unklar.

## Preiskategorien
- Bronzemedaille: 4.000 US-Dollar (Stand 2015), für das Programm, das sich als das „menschenähnlichste“ erweist (jährlich vergeben).
- Silbermedaille: 25.000 US-Dollar, besteht das Programm den schriftlichen Turing-Test.
- Goldmedaille: 100.000 US-Dollar, sollte das Programm den totalen Turing-Test bestehen, bei dem auch Multimedia-Inhalte wie Musik, Sprache, Bilder und Videos verarbeitet werden müssen.

## Preisträger der Bronzemedaille
Struktur in der folgenden Liste: Jahr: Preisempfänger (Programm, oft ein Chatbot)
- 1991: Joseph Weintraub (PC Therapist)
- 1992: Joseph Weintraub (PC Therapist)
- 1993: Joseph Weintraub (PC Therapist)
- 1994: Thomas Whalen (TIPS)
- 1995: Joseph Weintraub (PC Therapist)
- 1996: Jason Hutchens (HeX)
- 1997: David Levy (Converse)
- 1998: Robby Garner (Albert One)
- 1999: Robby Garner (Albert One)
- 2000: Richard Wallace (A.L.I.C.E.)
- 2001: Richard Wallace (A.L.I.C.E.)
- 2002: Kevin Copple (EllaZ)
- 2003: Jürgen Pirner (Jabberwock)
- 2004: Richard Wallace (A.L.I.C.E.)
- 2005: Rollo Carpenter (Jabberwacky: George)
- 2006: Rollo Carpenter (Jabberwacky: Joan)
- 2007: Robert Medeksza
- 2008: Fred Roberts (Elbot)
- 2009: David Levy (Do-Much-More)
- 2010: Bruce Wilcox (Suzette)
- 2011: Bruce Wilcox (Rosette)[2]
- 2012: Mohan Embar (Chip Vivant)[3]
- 2013: Steve Worswick (Mitsuku)[4]
- 2014: Bruce Wilcox (Rose)[5]
- 2015: Bruce Wilcox (Rose)[6]
- 2016: Steve Worswick (Mitsuku)[7]
- 2017: Steve Worswick (Mitsuku)[8]
- 2018: Steve Worswick (Mitsuku)[9]
- 2019: Steve Worswick (Mitsuku)[10]